# جلان مايكلز
جلان مايكلز (بالإنجليزية: Glen Michaels)‏ هو نحات أمريكي، ولد في 1927 في سبوكين في الولايات المتحدة.